# Paulo Nobre
Paulo Nobre, né le 24 février 1968 à São Paulo, est un pilote de rallye Brésilien

## Biographie

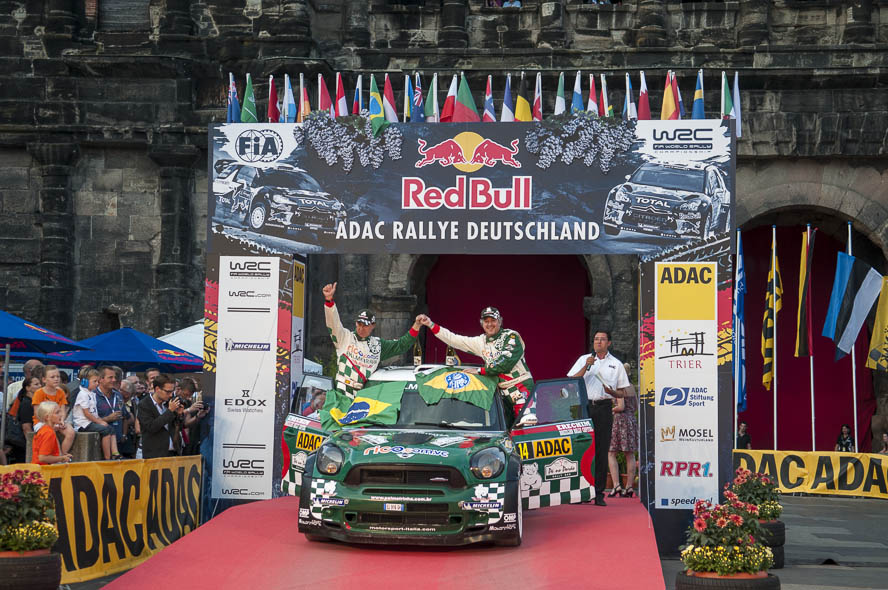
Paulo Nobre (droite) et Edu Paula (gauche) au Rallye d'Allemagne 2012

Paulo Nobre commence le rallye mondial au rallye d'Argentine de 2006 sur une Mitsubishi Lancer Evo où il finit à la 42e place.
Le pauliste termine 7e du rallye du Maroc 2007, avec comme copilote le portugais Filipe Palmeiro sur BMW X3 CC BR X-RAID.
En 2010, il dispute 6 manches en P-WRC avec une 6e place dans sa catégorie au rallye de Nouvelle-Zélande.
En 2012, après avoir trouvé le budget nécessaire, il participe à toute la saison 2012 sur une Mini John Cooper Works WRC.

## Autres
- 2006 : Participation au rallye Dakar avec comme copilote son compatriote Adilson Teixeira sur Nissan Patrol (voiture n°454)[2]
- 2007 : 37e au rallye Dakar avec comme copilote le portugais Filipe Palmeiro sur BMW [3]